# Åhléns Skanstull

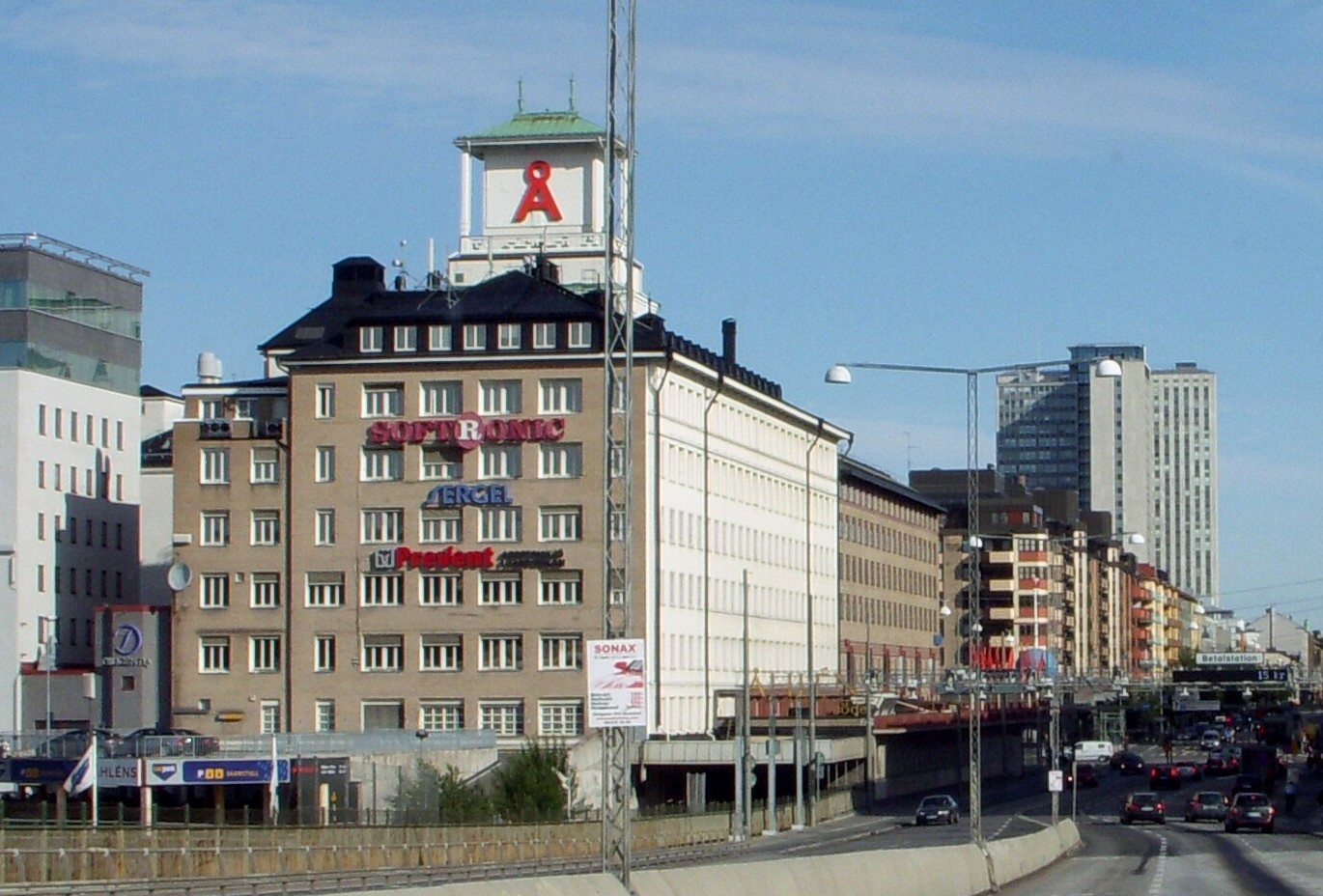
Åhléns Söder, juni 2010.

Åhléns Skanstull (tidigare Åhlén & Holms och Åhléns Söder) är ett varuhus tillhörande Åhléns, invigd år 1915 och beläget i kvarteret Åkern vid hörnet Götgatan och Ringvägen på Södermalm i Stockholm.

## Historik

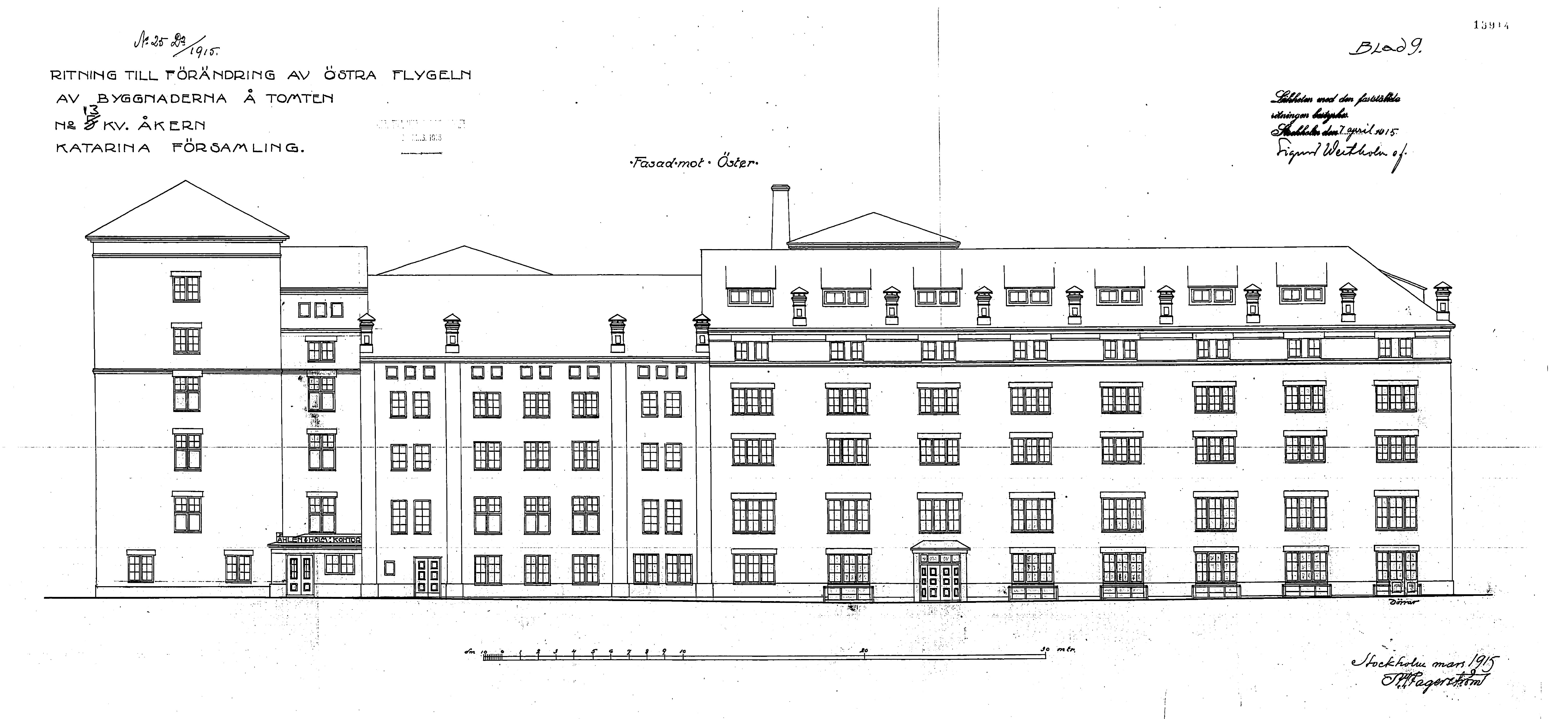
Victor Fagerströms fasadritning, 1915.

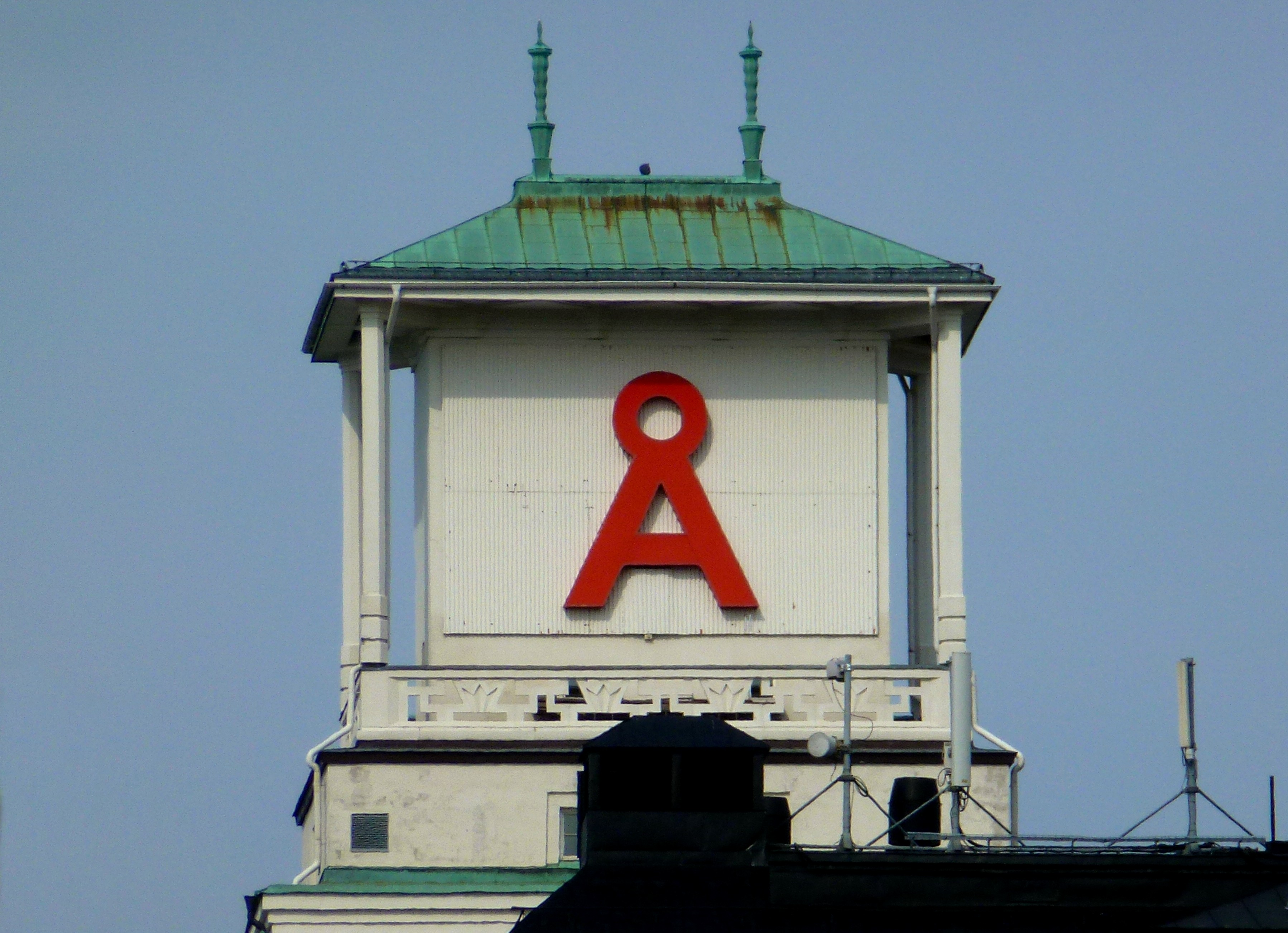
Tornpaviljongen.

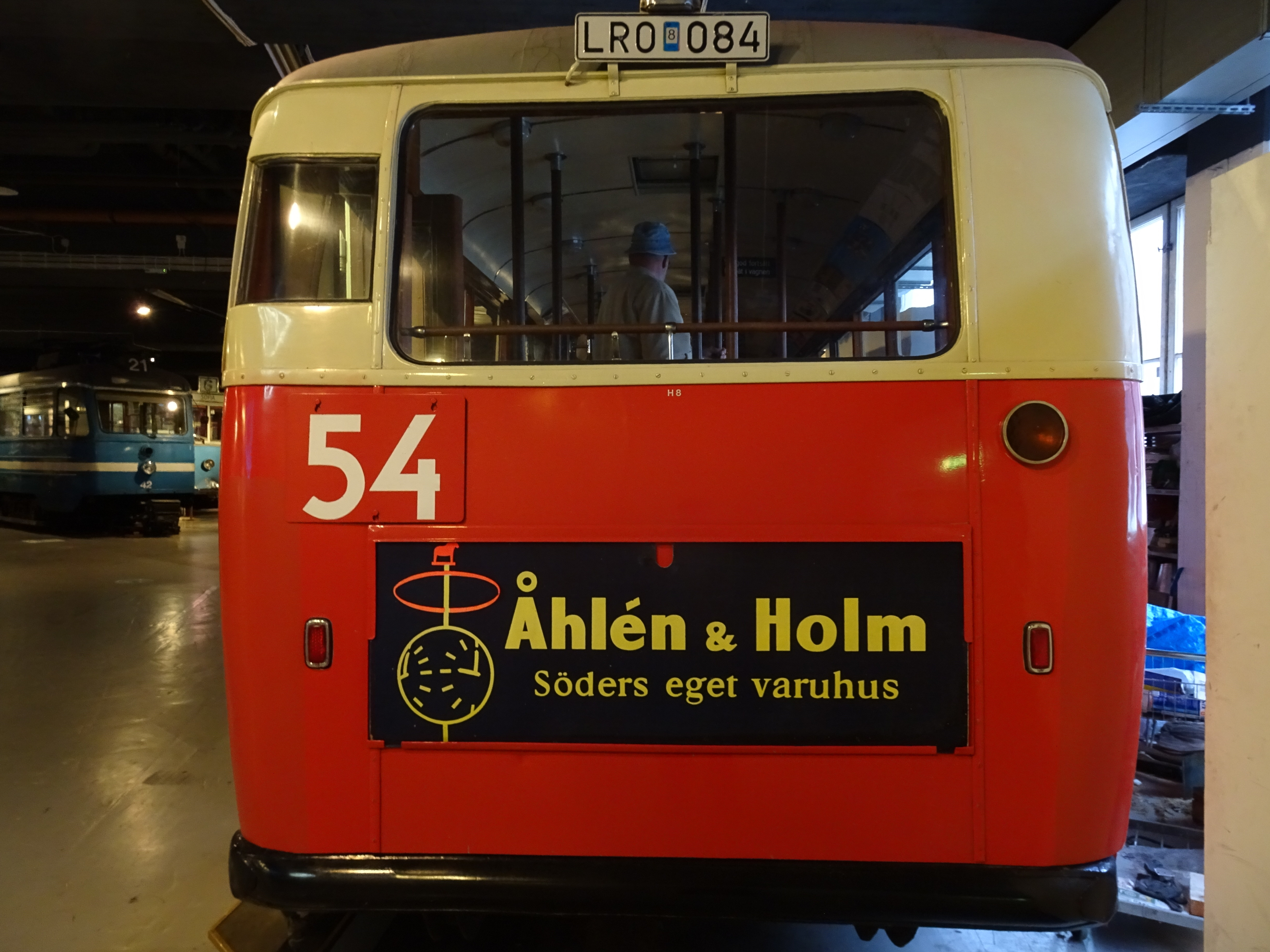
Bussreklam, 1940-tal.

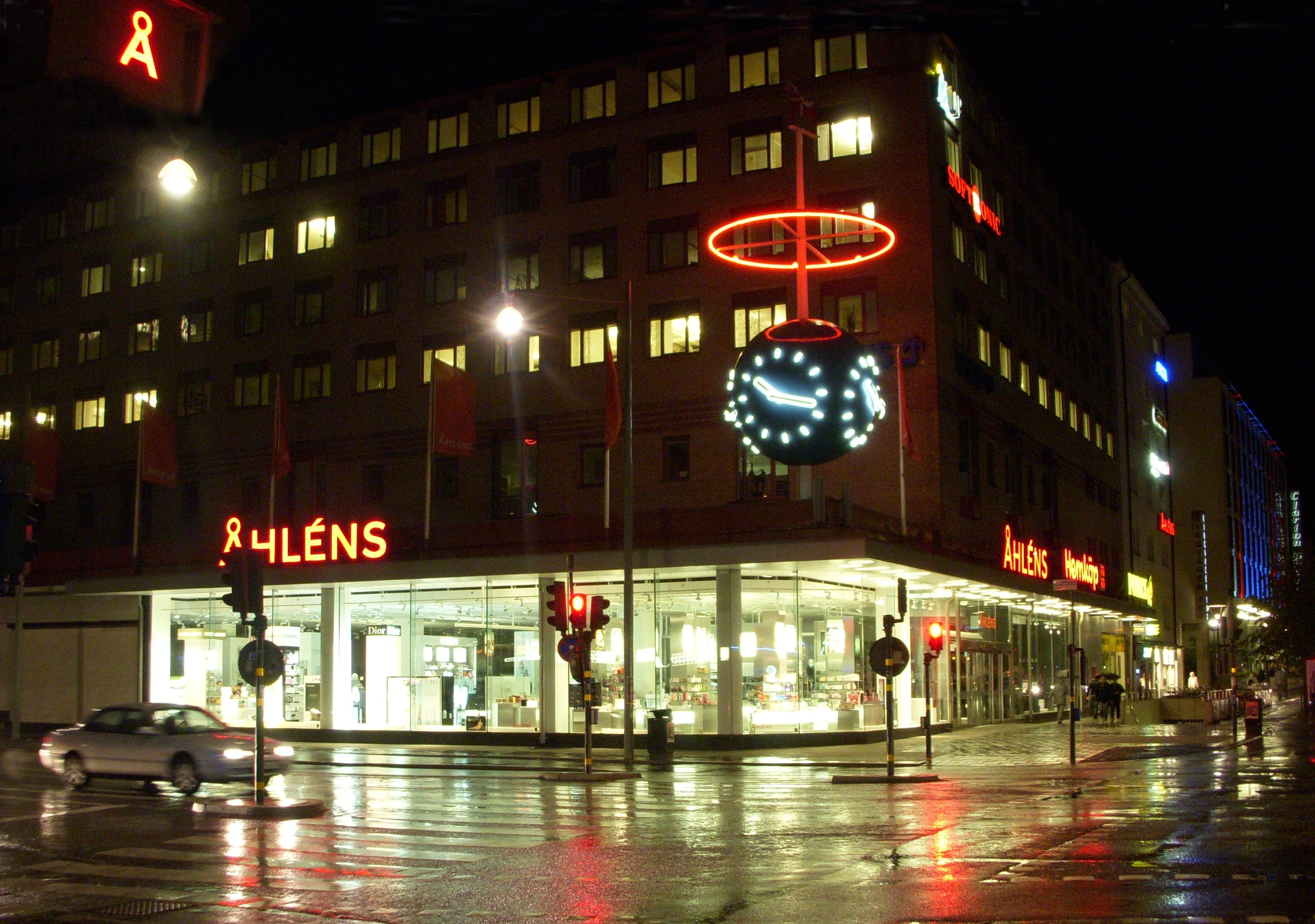
Åhléns Söder, augusti 2009.

På platsen för nuvarande Åhléns Skanstull fanns Pilsenerbryggeriet fram till omkring 1910. Den östra delen av bryggeritomten förvärvades av Åhlén & Holm som lät bygga om några av bryggeriets byggnader till att bli Åhléns första varuhus och kontorsbyggnad. För ombyggnadsritningarna stod arkitekt Victor Fagerström. 1915 öppnade varuhuset sina portar, entrén var liksom idag från Ringvägen. 
I hörnet mot Götgatan låg redaktionen och tryckeriet för familjetidningen Vårt Hem som startades 1921 av Johan Petter Åhlén, en av Åhléns grundarna. Ursprungshuset finns fortfarande kvar inuti anläggningen, men är numera helt kringbyggt samt på- och ombyggt. Åhléns har här inga lokaler för försäljning längre utan för kontor och bostäder. 
Varuhuset vid Ringvägen utökades på slutet av 1920-talet med ett stort byggnadskomplex mot Götgatan efter ritningar av arkitekt Edvard Bernhard. Det nya huset fick sju våningar och över tiotusen kvadratmeter våningsyta. Bernhard anlitades på 1930-talet av Åhlén & Holm även som arkitekt för Tempohuset på Norrmalm. Med sin stora vita byggnadsvolym i nyklassisk stil bildade varuhuset på Södermalm en monumental avslutning på Götgatan, intrycket förstärktes när Skanstullsbron kom till i slutet på 1940-talet. 
Den höga paviljongliknande tornbyggnad hade i början ett stort sammanflätat "ÅH" som senare byttes ut mot ett rött "Å". Det har blivit till ett landmärke, likaså den klotformade klockan som utformades som en skulptur krönt av en dalahäst. Klock-kulan monterades upp i november 1942, den väger 3500 kilo och har fyra urtavlor samt en röd neonljusring svävande ovanför.
Huset byggdes till och om flera gånger på 1940- och 60-talen. På 1980-talet genomfördes den största tillbyggnaden då kontorsvåningarna hörnet Götgatan / Ringvägen uppfördes efter ritningar av Böving och Kinnemark arkitektkontor. Butiksytan har under dessa ombyggnader ständigt förändrats. In på 1980-talet var Åhléns Skanstull ett varuhus med tre våningar, där leksaksavdelningen fanns en trappa ner sett från gatuplanet. Där ligger idag en Hemköpsbutik. Fortfarande idag (2016) har Åhléns AB sitt huvudkontor i byggnaden, Ringvägen 100.

## Åhléns Skanstull genom tiden

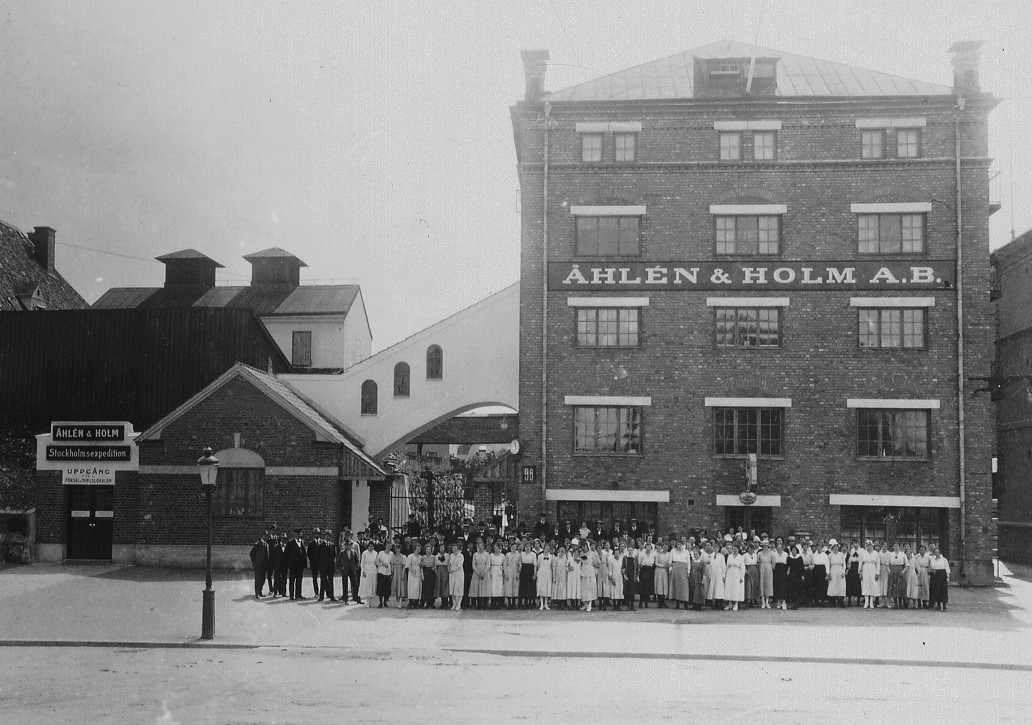
Med personalen 1919
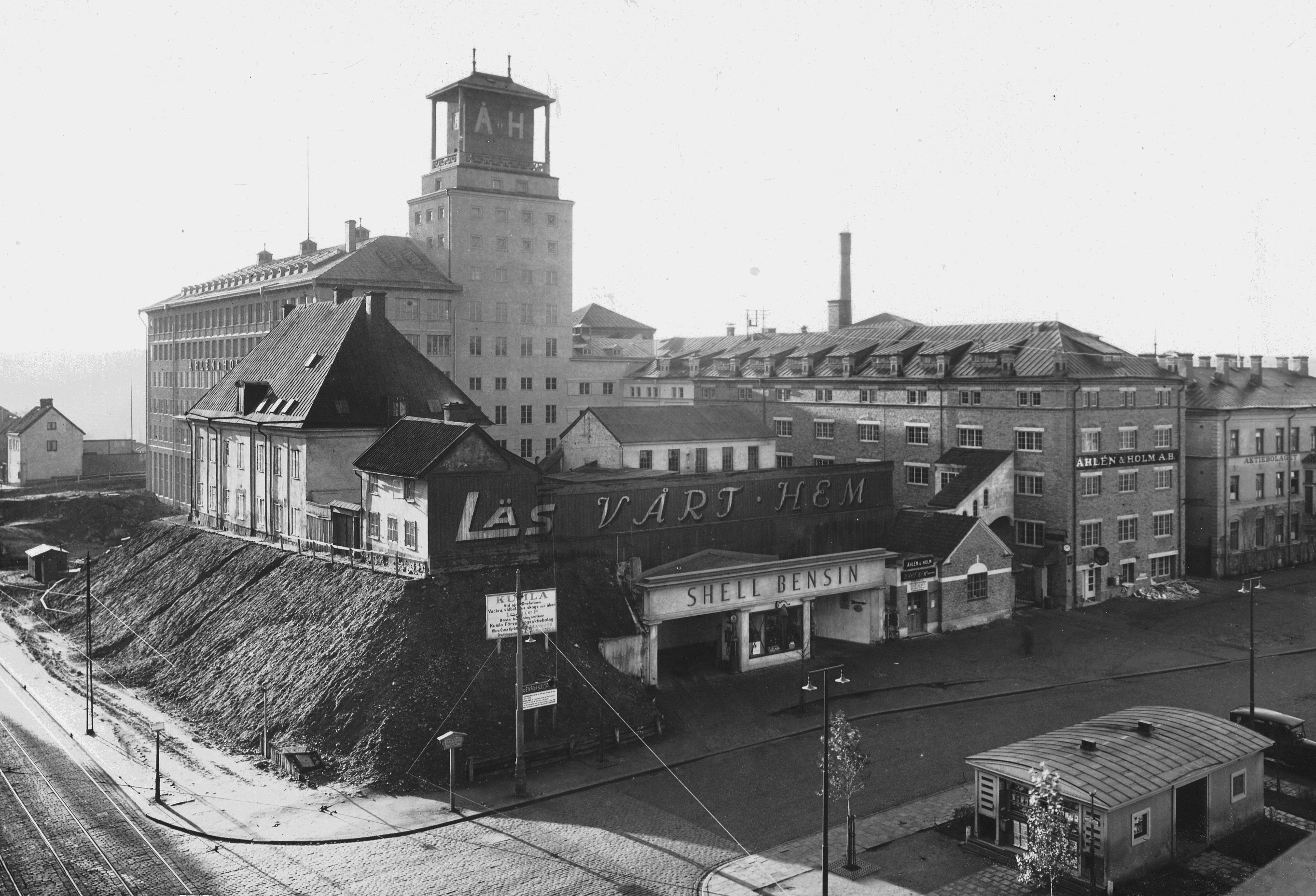
Mars 1929
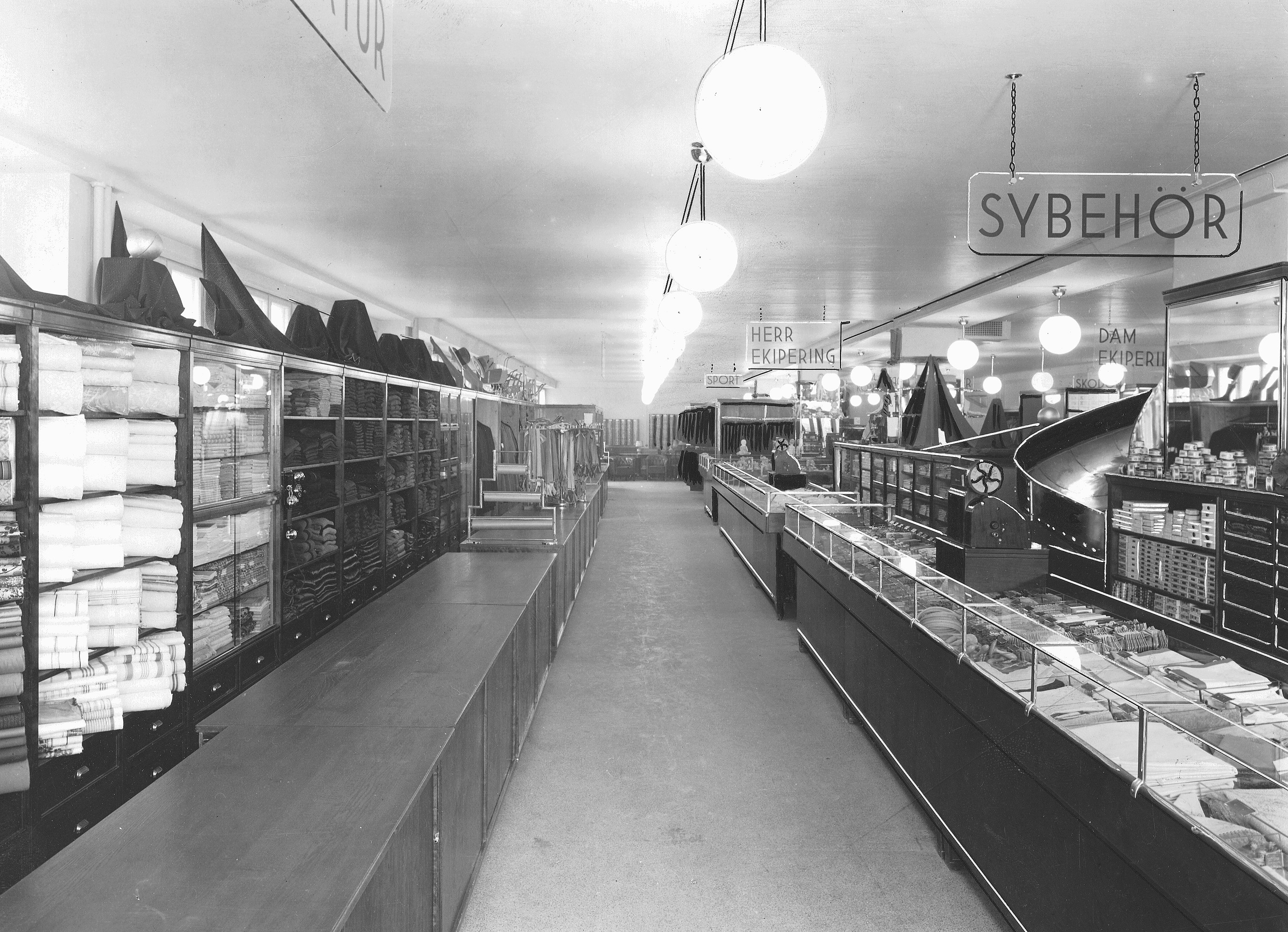
Interiör 1931
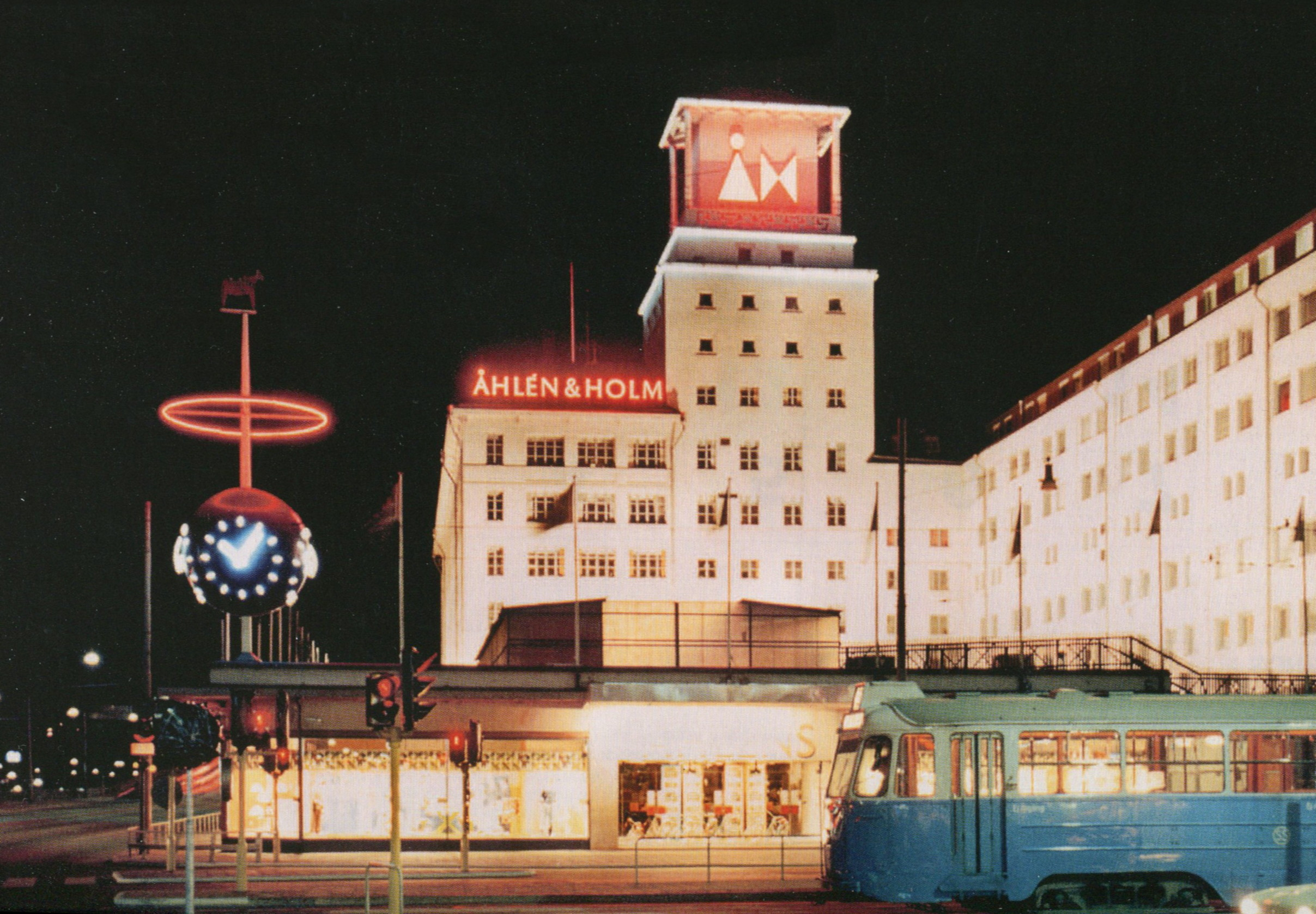
Augusti 1967

## Nutida bilder

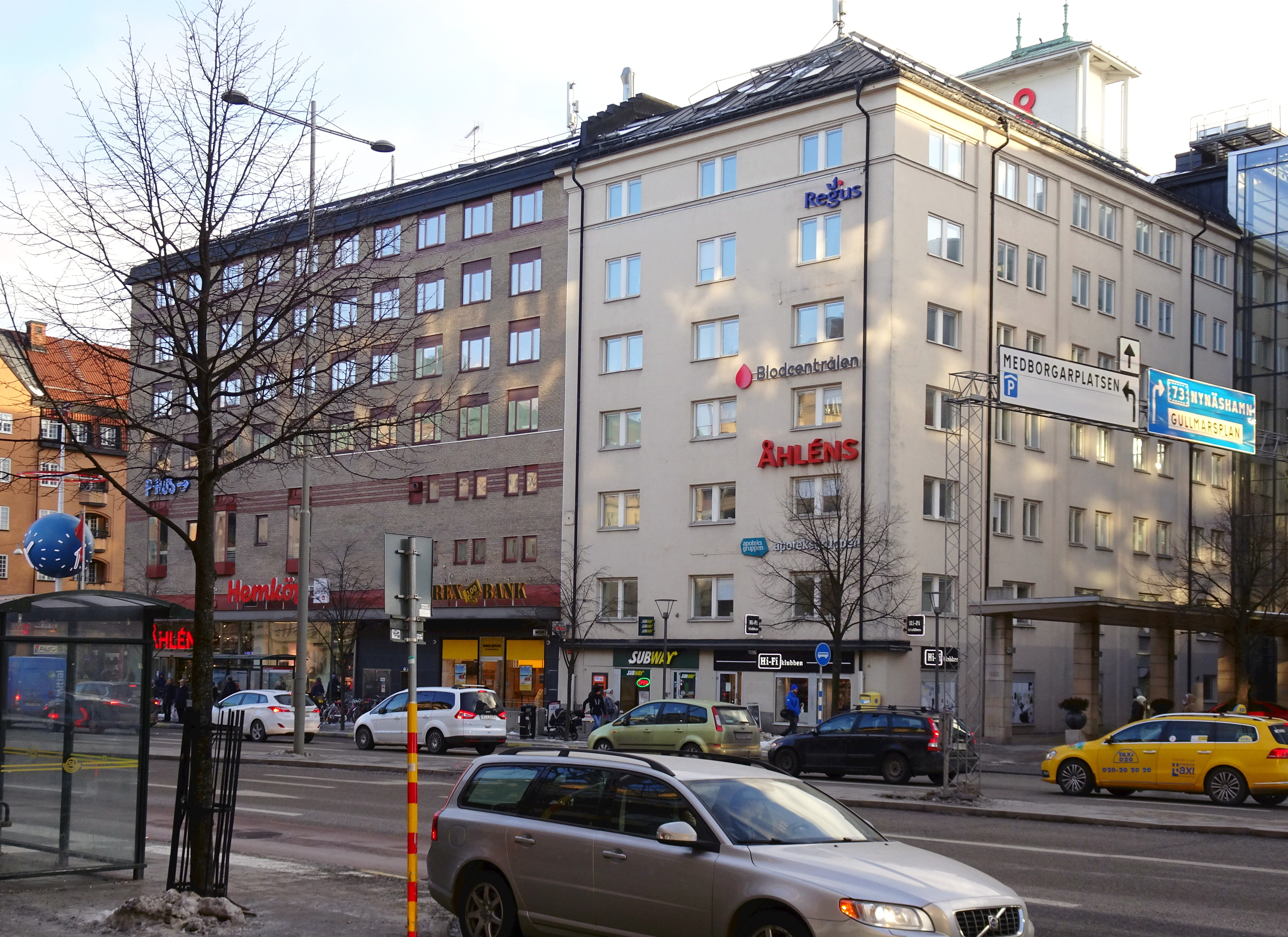
Fasad mot Ringvägen (ursprungsbyggnaden t.h.)
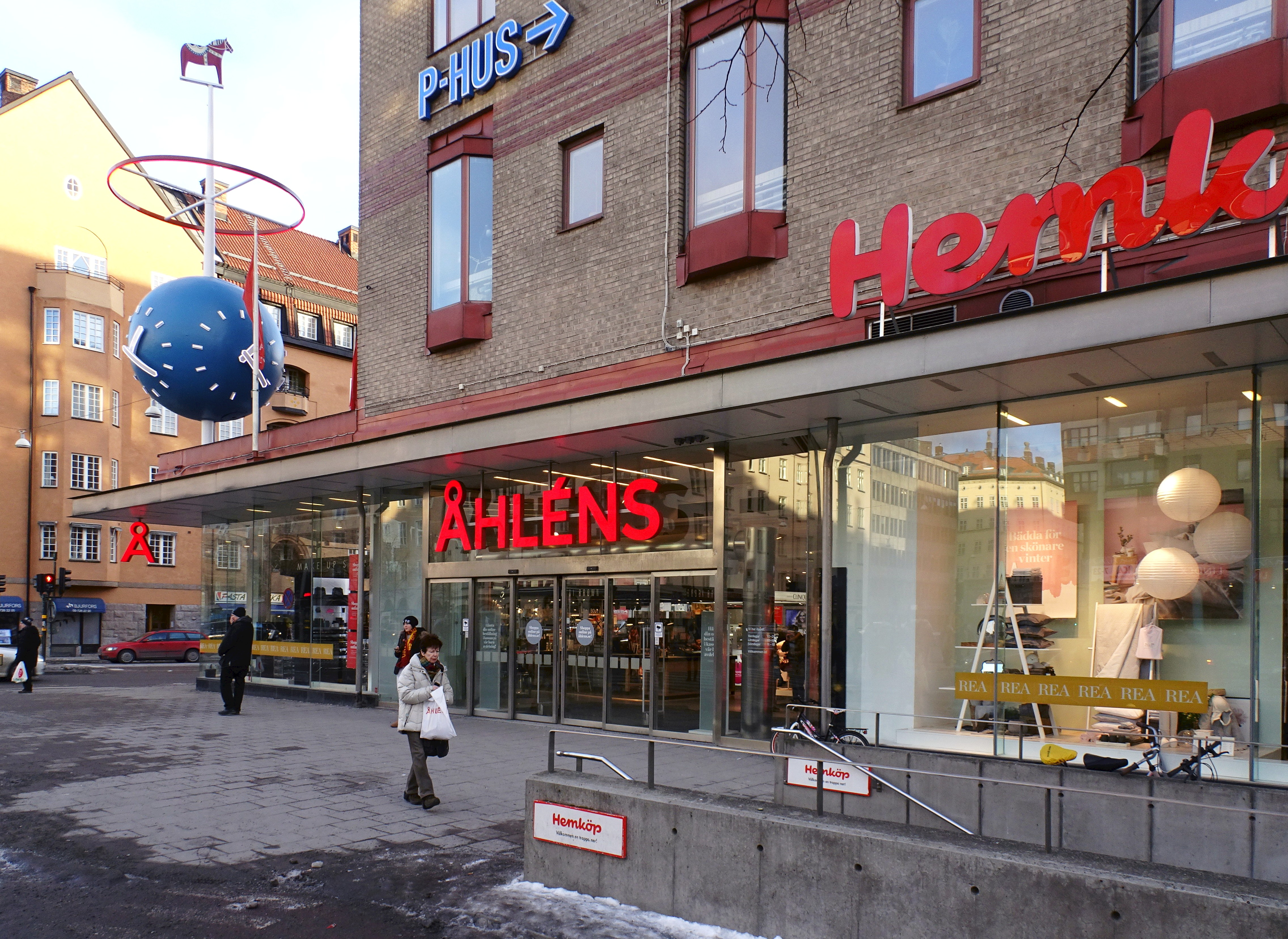
Entrén 2017
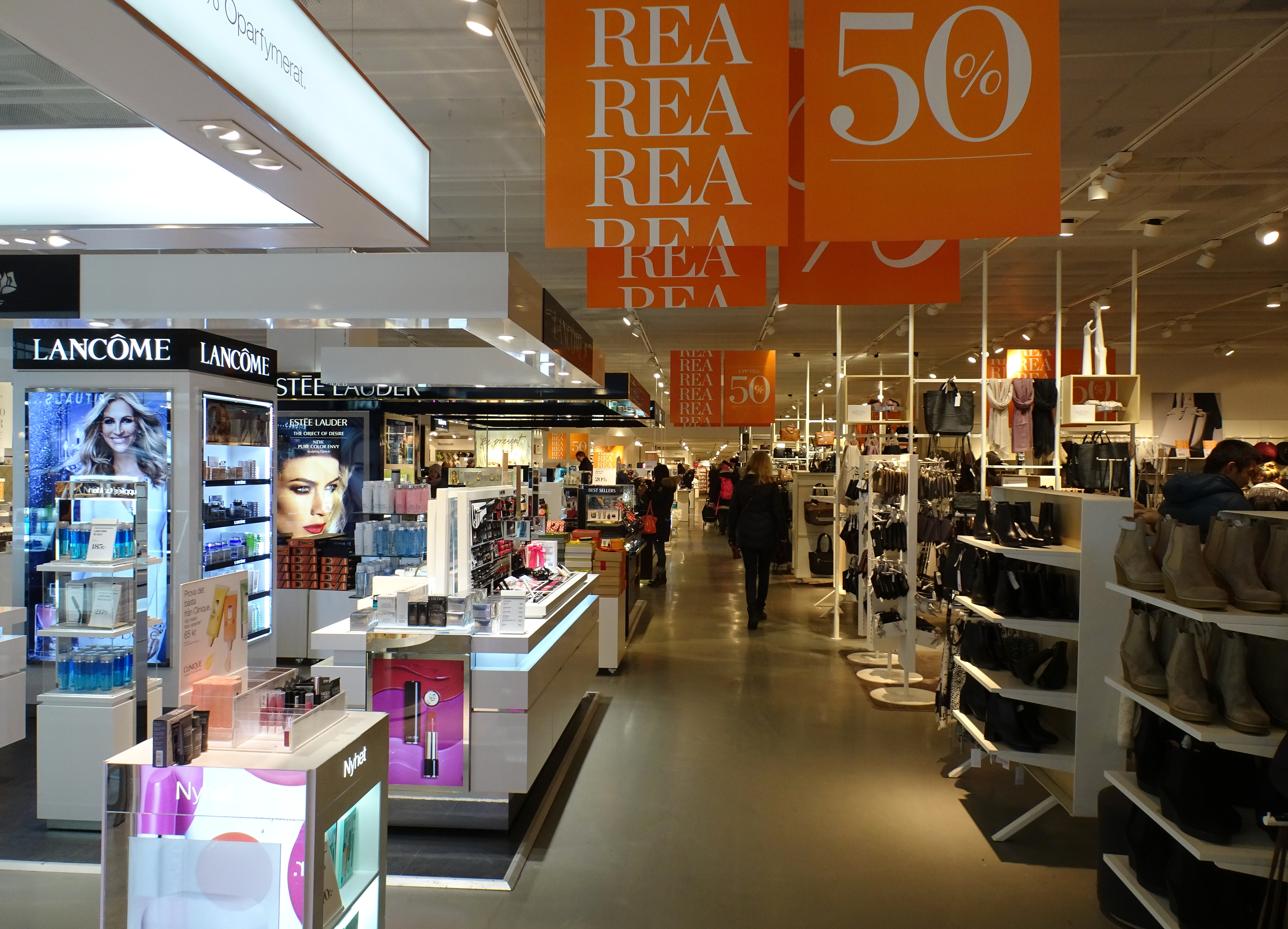
Interiör 2017
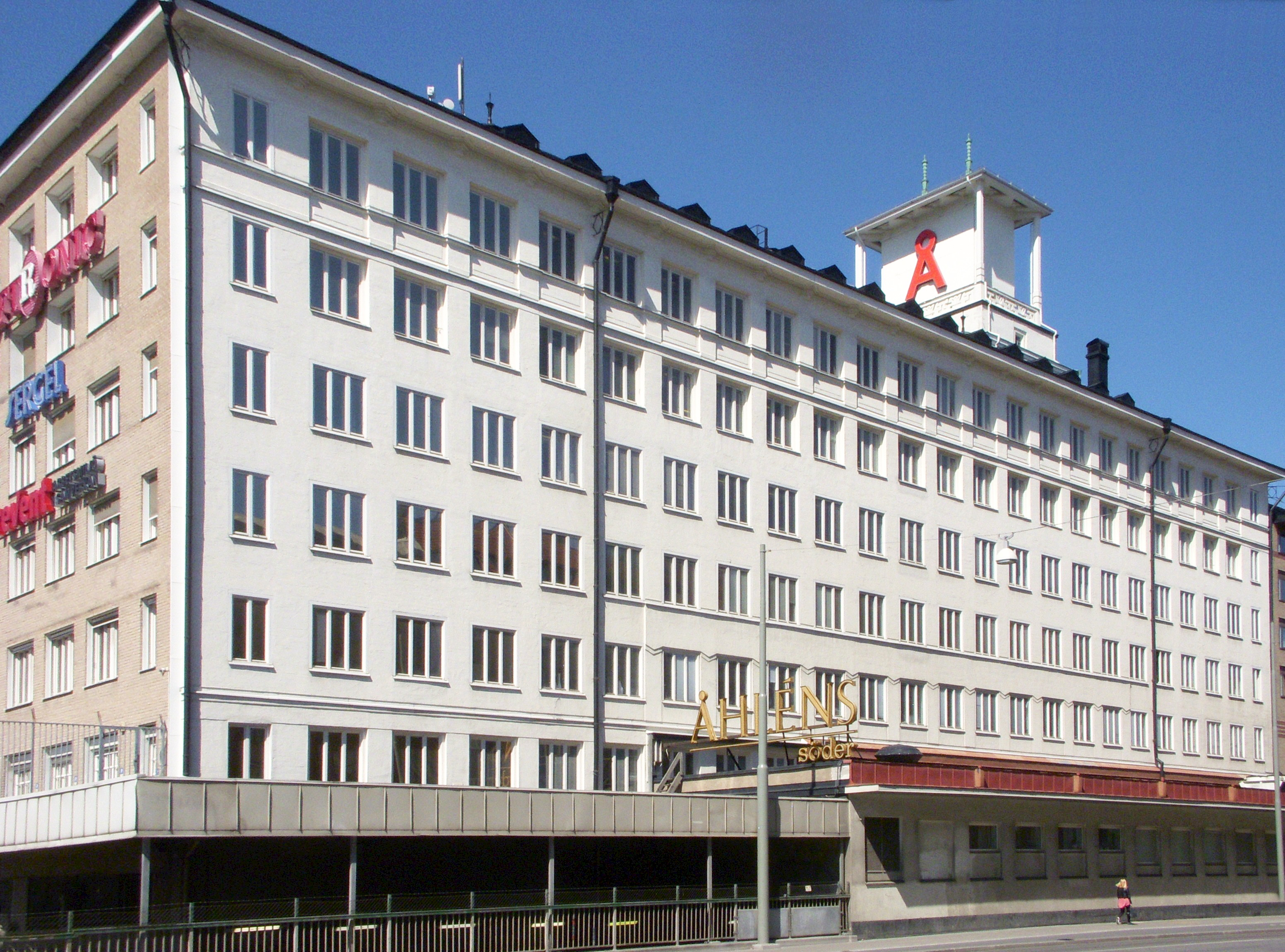
Fasad mot Götgatan (Edvard Bernhards tillbyggnad från 1929)